# Lista de jogos para Atari 2600

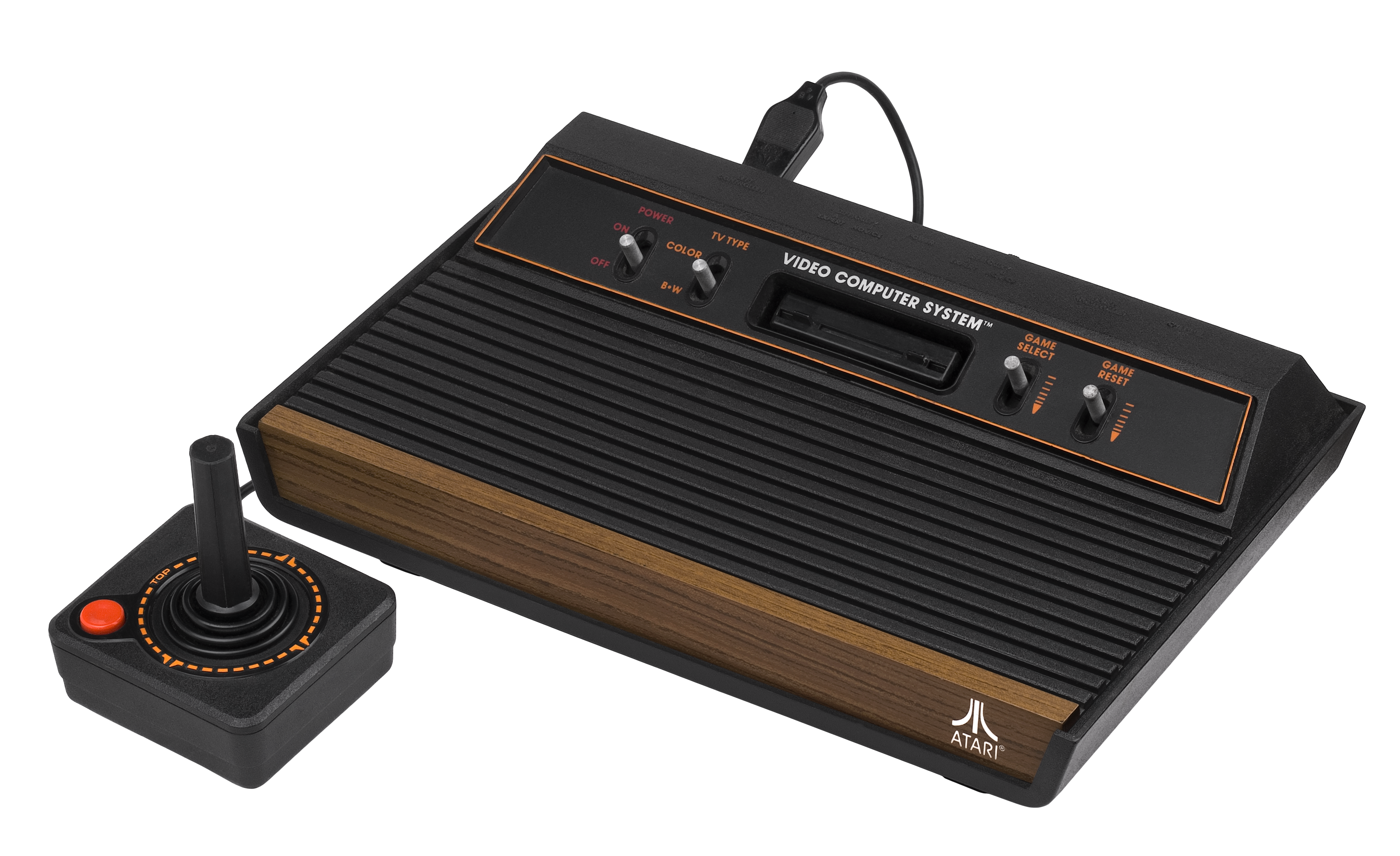
Atari VCS com joystick CX40

Esta é uma lista de jogos para o Atari Video Computer System, um console renomeado para Atari 2600 em novembro de 1982. A Sears licenciou o console e muitos jogos da Atari, vendendo-os sob nomes diferentes. Três cartuchos eram exclusivos da Sears.
A lista contém 520 jogos, divididos em três seções:
1. Jogos publicados por Atari e Sears
2. Jogos publicados por terceiros
3. Jogos desenvolvidos por amadores depois que o sistema foi descontinuado.

O Atari VCS foi lançado pela primeira vez na América do Norte em 11 de setembro de 1977 com nove cartuchos: Air-Sea Battle, Basic Math, Blackjack, Combat, Indy 500, Star Ship, Street Racer, Surround e Video Olympics.
Os últimos jogos licenciados do Atari 2600 lançados na América do Norte foram Ikari Warriors, MotoRodeo, Sentinel e Xenophobe no início de 1991 e os jogos finais licenciados lançados na Europa foram Klax e Acid Drop em 1990 e 1992, respectivamente.

## Jogos publicados por Atari e Sears
Todos os 136 da era inicial dos jogos Atari 2600 foram desenvolvidos e fabricados pela Atari, Inc. Esses jogos foram publicados pela Atari, e muitos também foram licenciados pela Sears, que os lançou sob a marca Tele-Games, geralmente com títulos diferentes. A marca Tele-Games da Sears não tem relação com a empresa Telegames, que também produziu cartuchos para o Atari 2600 (principalmente re-edições dos jogos da M Network).
Três jogos também foram produzidos pela Atari Inc. para a Sears como lançamentos exclusivos sob a marca Tele-Games: Steeplechase, Stellar Track e Submarine Commander.
| Título da Atari                        | Título da Sears    | Código   | Designer ou programador                                                                                       | Ano       | Gênero                          | Notas |
| -------------------------------------- | ------------------ | -------- | --- | --------- | ------------------------------- | --- |
| 32 in 1                                | -                  | CX-26163 | | 1988      | Educacional, Esportes           | Um cartucho com vários gêneros. É uma versão somente para PAL e é compatível com o Atari 7800. Estão incluídos 32 jogos, incluindo jogos de Atari, Inc., Activision, CommaVid e US Games. |
| 3-D Tic-Tac-Toe                        | 3-D Tic-Tac-Toe    | CX-2618  | Carol Shaw | 1980      | Estratégia                      | |
| Adventure                              | Adventure          | CX-2613  | Warren Robinett                                                                                               | 1980      | Aventura                        | Contém o primeiro easter egg conhecido, contendo o nome do designer. |
| Air-Sea Battle                         | Target Fun         | CX-2602  | Larry Kaplan                                                                                                  | 1977      | Ação                            | Um dos nove jogos de lançamento do Atari 2600. |
| Alpha Beam with Ernie                  | -                  | CX-26103 | Michael Callahan (programador) Preston Stuart (gráficos)                                                      | 1983      | Educacional                     | Licenciado por Children's Computer Workshop |
| Asterix                                | -                  | CX-2696  | Steve Woita                                                                                                   | 1983      | Ação                            | Principalmente uma versão PAL. Mesmo jogo que Taz, mas com gráficos alterados. |
| Asteroids                              | Asteroids          | CX-2649  | Brad Stewart                                                                                                  | 1981      | Ação                            | |
| Atari Video Cube                       | -                  | CX-2670  | | 1982      | Estratégia                      | |
| Backgammon                             | Backgammon         | CX-2617  | Craig Nelson                                                                                                  | 1979      | Estratégia                      | |
| Basic Math AKA Fun With Numbers        | Math               | CX-2661  | Gary Palmer                                                                                                   | 1977      | Educacional                     | Um dos nove jogos de lançamento do Atari 2600 |
| BASIC Programming                      | -                  | CX-2620  | Warren Robinett                                                                                               | 1979      | Educacional                     | |
| Basketball                             | Basketball         | CX-2624  | Alan Miller                                                                                                   | 1978      | Esportes                        | |
| Battlezone                             | -                  | CX-2681  | Mike Feinstein e Brad Rice                                                                                    | 1983      | Ação, Simulação                 | |
| Berzerk                                | Berzerk            | CX-2650  | Dan Hitchens                                                                                                  | 1982      | Ação                            | Licenciado por Stern Electronics |
| Big Bird's Egg Catch                   | -                  | CX-26104 | Christopher Omarzu                                                                                            | 1983      | Educacional, Estratégia         | Licenciado por Children's Computer Workshop |
| Blackjack                              | Blackjack          | CX-2651  | Bob Whitehead                                                                                                 | 1977      | Simulação                       | Um dos nove jogos de lançamento do Atari 2600 |
| Bowling                                | Bowling            | CX-2628  | Larry Kaplan                                                                                                  | 1979      | Esportes                        | |
| Brain Games                            | Brain Games        | CX-2664  | Larry Kaplan                                                                                                  | 1978      | Educacional, Estratégia         | |
| Breakout                               | Breakaway IV       | CX-2622  | Brad Stewart                                                                                                  | 1978      | Ação                            | |
| Canyon Bomber                          | Canyon Bomber      | CX-2607  | David Crane                                                                                                   | 1978      | Ação                            | |
| Casino                                 | Poker Plus         | CX-2652  | Bob Whitehead                                                                                                 | 1978      | Estratégia                      | |
| Centipede                              | -                  | CX-2676  | | 1982      | Ação                            | |
| Circus Atari                           | Circus             | CX-2630  | Mike Lorenzen                                                                                                 | 1980      | Ação                            | |
| Codebreaker                            | Codebreaker        | CX-2643  | | 1978      | Estratégia                      | |
| Combat                                 | Tank Plus          | CX-2601  | Larry Wagner, Joe Decuir                                                                                      | 1977      | Ação                            | Um dos nove jogos de lançamento do Atari 2600 |
| A Game of Concentration                | Memory Match       | CX-2642  | Jim Huether                                                                                                   | 1978      | Tradicional                     | Originalmente intitulado Hunt & Score |
| Cookie Monster Munch                   | -                  | CX-26102 | Gary Stark | 1983      | Educacional                     | Licenciado por Children's Computer Workshop. |
| Crazy Climber                          | -                  | CX-2683  | Alex Leavens                                                                                                  | 1982      | Ação                            | Licenciado por Nihon Bussan Co. |
| Crossbow                               | -                  | CX-26139 | | 1987      | Ação                            | Licenciado por Exidy |
| Crystal Castles                        | -                  | CX-26110 | Peter C. Niday (programador) Robert Vieira (som) Michael Kosaka (gráficos)                                    | 1983      | Ação                            | |
| Dark Chambers                          | -                  | CX-26151 | John Palevich                                                                                                 | 1988      | Ação                            | |
| Defender                               | Defender           | CX-2609  | Bob Polaro | 1982      | Ação                            | Licenciado por Williams Electronics |
| Defender II                            | -                  | CX-26120 | Bill Aspromonte (programador) Andrew Fuchs (som)                                                              | 1988      | Ação                            | Relançamento de Stargate |
| Demons to Diamonds                     | Demons to Diamonds | CX-2615  | Nick Turner                                                                                                   | 1982      | Ação                            | |
| Desert Falcon                          | -                  | CX-26140 | Bob Polaro | 1987      | Ação                            | |
| Dig Dug                                | -                  | CX-2677  | | 1983      | Ação                            | Licenciado por Namco |
| Dodge 'Em                              | Dodger Cars        | CX-2637  | Carla Meninsky                                                                                                | 1980      | Ação, Corrida                   | |
| Donald Duck's Speedboat                | -                  | CX-26108 | Suki Lee | 1983      | Ação                            | Lançado apenas no Brasil |
| Double Dunk                            | -                  | CX-26159 | Matthew Hubbard                                                                                               | 1989      | Esportes                        | |
| E.T. the Extra-Terrestrial             | -                  | CX-2674  | Howard Scott Warshaw                                                                                          | 1982      | Aventura                        | |
| Fatal Run                              | -                  | CX-26162 | Steve Aguirre                                                                                                 | 1990      | Ação, Corrida / Condução        | Lançamento somente para PAL; Licenciado por Sculptured Software |
| Flag Capture                           | Capture            | CX-2644  | Jim Huether                                                                                                   | 1978      | Estratégia                      | |
| Football                               | Football           | CX-2625  | Bob Whitehead                                                                                                 | 1978      | Esportes                        | |
| Galaxian                               | -                  | CX-2684  | Mark Ackerman, Glen Parker e Tom Calderwood                                                                   | 1983      | Ação                            | Licenciado por Namco |
| Golf                                   | Golf               | CX-2634  | | 1980      | Esportes                        | |
| Gravitar                               | -                  | CX-2685  | | 1983      | Ação                            | |
| Gremlins                               | -                  | CX-26127 | Scott Smith (programador) Mimi Nyden (gráficos) Robert Vieira (som)                                           | 1984      | Ação                            | |
| Hangman                                | Spelling           | CX-2662  | Alan Miller                                                                                                   | 1978      | Estratégia                      | |
| Haunted House                          | Haunted House      | CX-2654  | James Andreasen                                                                                               | 1982      | Ação, Aventura                  | |
| Home Run                               | Baseball           | CX-2623  | Bob Whitehead                                                                                                 | 1978      | Esportes                        | |
| Human Cannonball                       | Cannon Man         | CX-2627  | | 1978      | Estratégia                      | |
| Hunt & Score (ver Concentration)       | -                  | CX-2642  | Jim Huether                                                                                                   | 1978      | Estratégia                      | |
| Ikari Warriors                         | -                  | CX-26177 | | 1989/1990 | Ação                            | Licenciado por SNK |
| Indy 500                               | Race               | CX-2611  | Ed Riddle | 1977      | Corrida                         | Um dos nove jogos de lançamento do Atari 2600 |
| Joust                                  | -                  | CX-2691  | Mike Feinstein e Kevin Osborn                                                                                 | 1983      | Ação                            | Licenciado por Williams Electronics |
| Jr. Pac-Man                            | -                  | CX-26123 | Ava-Robin Cohen                                                                                               | 1986      | Ação                            | Licenciado por Bally Midway |
| Jungle Hunt                            | -                  | CX-2688  | Mike Feinstein e John Allred                                                                                  | 1983      | Rolagem lateral, Ação           | Licenciado por Taito |
| Kangaroo                               | -                  | CX-2689  | Kevin Osborn                                                                                                  | 1983      | Ação                            | Licenciado por Sun Electronics |
| Klax                                   | -                  | CX-26192 | Steve DeFrisco                                                                                                | 1990      | Ação, Estratégia                | Somente PAL. Último jogo oficial lançado para 2600. |
| Krull                                  | -                  | CX-2682  | Dave Staugas                                                                                                  | 1983      | Ação                            | |
| Mario Bros.                            | -                  | CX-2697  | Dan Hitchens                                                                                                  | 1983      | Ação                            | Licenciado por Nintendo |
| Math Gran Prix                         | Math Gran Prix     | CX-2658  | Suki Lee | 1982      | Educacional, Corrida            | |
| Maze Craze: A Game of Cops and Robbers | Maze Mania         | CX-2635  | Rick Maurer                                                                                                   | 1980      | Ação                            | |
| Midnight Magic                         | -                  | CX-26129 | Glenn Axworthy                                                                                                | 1986      | Ação                            | |
| Millipede                              | -                  | CX-26118 | Dave Staugas (programador) Jerome Domurat (gráficos) Andrew Fuchs (som) Robert Vieira (som)                   | 1984      | Atirador fixo                   | |
| Miniature Golf                         | Arcade Golf        | CX-2626  | Tom Reuterdahl                                                                                                | 1979      | Simulação, Esportes, Estratégia | |
| Missile Command                        | Missile Command    | CX-2638  | Rob Fulop | 1981      | Ação                            | |
| Moon Patrol                            | -                  | CX-2692  | | 1983      | Ação                            | Licenciado por Irem |
| MotoRodeo                              | -                  | CX-26171 | Steve DeFrisco                                                                                                | 1990      | Corrida / Condução, Esportes    | Licenciado por Axlon |
| Ms. Pac-Man                            | -                  | CX-2675  | Mike Horowitz e Josh Littlefield                                                                              | 1983      | Ação                            | Licenciado por Bally Midway |
| Night Driver                           | Night Driver       | CX-2633  | Rob Fulop | 1980      | Ação, Corrida / Condução        | |
| Obelix                                 | -                  | CX-26117 | Suki Lee (programador) Dave Jolly (gráficos) Jeff Gusman (som) Andrew Fuchs (som)                             | 1983      | Ação                            | |
| Off the Wall                           | -                  | CX-26168 | | 1989      | Ação                            | |
| Oscar's Trash Race                     | -                  | CX-26101 | Christopher Omarzu (programador) Preston Stuart (gráficos)                                                    | 1983      | Educacional, Corrida / Condução | Licenciado por Children's Computer Workshop |
| Othello                                | Othello            | CX-2639  | Ed Logg | 1980      | Estratégia                      | |
| Outlaw                                 | Gunslinger         | CX-2605  | David Crane                                                                                                   | 1979      | Ação                            | |
| Pac-Man                                | Pac-Man            | CX-2646  | Tod Frye | 1982      | Ação                            | Licenciado por Namco |
| Pelé’s Soccer AKA Championship Soccer  | Soccer             | CX-2616  | Steve Wright                                                                                                  | 1980      | Ação, Esportes                  | |
| Pengo                                  | -                  | CX-2690  | Mark R. Hahn (programador) Andrew Fuchs (som) Jeff Gusman (som) Courtney Granner (Unknown)                    | 1984      | Ação                            | Licenciado por Coreland, SEGA |
| Pepsi Invaders                         | -                  | CX-2632H | Christopher Omarzu                                                                                            | 1983      | Ação                            | Uma versão especial do Space Invaders encomendada pela Coca-Cola. |
| Phoenix                                | -                  | CX-2673  | Mike Feinstein e John Mracek                                                                                  | 1982      | Ação                            | Licenciado por Amstar Electronics. |
| Pigs in Space                          | -                  | CX-26114 | Rob Zdybel (programador) John Russell (programador) Bill Aspromonte (programador) Michael Sierchio (designer) | 1983      | Ação                            | |
| Pole Position                          | -                  | CX-2694  | Doug Macrae e John Allred                                                                                     | 1983      | Corrida / Condução              | Licenciado por Namco |
| Quadrun                                | -                  | CX-2686  | Steve Woita                                                                                                   | 1983      | Ação                            | |
| Radar Lock                             | -                  | CX-26176 | Doug Neubauer                                                                                                 | 1989      | Ação                            | |
| Raiders of the Lost Ark                | -                  | CX-2659  | Howard Scott Warshaw                                                                                          | 1982      | Aventura                        | |
| RealSports Baseball                    | -                  | CX-2640  | Joseph Tung                                                                                                   | 1982      | Ação, Esportes                  | |
| RealSports Boxing                      | -                  | CX-26135 | | 1987      | Ação, Esportes                  | |
| RealSports Football                    | -                  | CX-2668  | Robert Zdybel                                                                                                 | 1982      | Esportes                        | |
| RealSports Soccer                      | -                  | CX-2667  | Michael Sierchio                                                                                              | 1983      | Esportes                        | |
| RealSports Tennis                      | -                  | CX-2680  | | 1983      | Esportes                        | |
| RealSports Volleyball                  | -                  | CX-2666  | Bob Polaro (programador) Alan Murphy (gráficos)                                                               | 1982      | Esportes                        | |
| Road Runner                            | -                  | CX-2663  | Bob Polaro | 1989/1992 | Ação, Corrida / Condução        | |
| Rubik's Cube                           | -                  | CX-2698  | | 1983      | Estratégia                      | Relançamento raro de Atari Video Cube |
| Secret Quest                           | -                  | CX-26170 | Steve DeFrisco (programador) e Nolan Bushnell (designer)                                                      | 1989      | Aventura                        | Licenciado por Axlon. |
| Sentinel                               | -                  | CX-26183 | David Lubar (programador)                                                                                     | 1990      | Ação                            | |
| Sky Diver                              | Dare Diver         | CX-2629  | Jim Huether                                                                                                   | 1979      | Ação                            | |
| Slot Machine                           | Slots              | CX-2653  | David Crane                                                                                                   | 1979      | Simulação                       | |
| Slot Racers                            | Maze               | CX-2606  | Warren Robinett                                                                                               | 1978      | Ação                            | |
| Snoopy and the Red Baron               | -                  | CX-26111 | Richard Dobbis (programador) Sam Comstock (gráficos)                                                          | 1983      | Ação                            | |
| Solaris                                | -                  | CX-26136 | Doug Neubauer                                                                                                 | 1986      | Ação                            | |
| Sorcerer's Apprentice                  | -                  | CX-26109 | Peter C. Niday                                                                                                | 1983      | Ação                            | |
| Space Invaders                         | Space Invaders     | CX-2632  | Rick Maurer                                                                                                   | 1980      | Ação                            | Licenciado por Taito |
| Space War                              | Space Combat       | CX-2604  | | 1978      | Ação                            | |
| Sprint Master                          | -                  | CX-26155 | Bob Polaro | 1988      | Ação, Corrida / Condução        | |
| Stargate                               | -                  | CX-26120 | Bill Aspromonte (programador) Andrew Fuchs (som)                                                              | 1984      | Ação                            | Licenciado por Williams Electronic Games |
| Star Raiders                           | Star Raiders       | CX-2660  | Carla Meninsky                                                                                                | 1982      | Ação, Estratégia                | |
| Star Ship                              | Outer Space        | CX-2603  | Bob Whitehead                                                                                                 | 1977      | Ação                            | Um dos nove jogos de lançamento do Atari 2600 |
| Steeplechase                           | -                  | CX-2614  | Jim Huether                                                                                                   | 1980      | Ação, Esportes                  | Um dos três jogos que a Atari produziu exclusivamente para a Sears. |
| Stellar Track                          | -                  | CX-2619  | Robert Zdybel                                                                                                 | 1981      | Simulação, Estratégia           | Um dos três jogos que a Atari produziu exclusivamente para a Sears. |
| Street Racer                           | Speedway II        | CX-2612  | Larry Kaplan                                                                                                  | 1977      | Corrida / Condução              | Um dos nove jogos de lançamento do Atari 2600 |
| Submarine Commander                    | -                  | CX-2647  | Matthew Hubbard                                                                                               | 1982      | Simulação                       | Um dos três jogos que a Atari produziu exclusivamente para a Sears. |
| Super Baseball                         | -                  | CX-26152 | | 1988      | Ação, Esportes                  | |
| Super Breakout                         | Super Breakout     | CX-2608  | Nick Turner                                                                                                   | 1978      | Ação                            | |
| Super Football                         | -                  | CX-26154 | Doug Neubauer                                                                                                 | 1988      | Esportes                        | |
| Superman                               | Superman           | CX-2631  | John Dunn | 1978/1979 | Ação, Aventura                  | |
| Surround                               | Chase              | CX-2641  | Alan Miller                                                                                                   | 1977      | Ação                            | Um dos nove jogos de lançamento do Atari 2600 |
| Swordquest: Earthworld                 | -                  | CX-2656  | Dan Hitchens                                                                                                  | 1982      | Ação, Aventura                  | |
| Swordquest: Fireworld                  | -                  | CX-2657  | Tod Frye | 1983      | Aventura                        | |
| Swordquest: Waterworld                 | -                  | CX-2671  | Tod Frye | 1983      | Aventura                        | |
| Taz                                    | -                  | CX-2699  | Steve Woita                                                                                                   | 1983      | Ação                            | |
| Track & Field                          | -                  | CX-26125 | Seth Lipkin e Jacques Hugon                                                                                   | 1983      | Esportes                        | Licenciado por Konami. |
| Vanguard                               | -                  | CX-2669  | Dave Payne | 1982      | Ação                            | Licenciado por SNK |
| Video Checkers                         | Checkers           | CX-2636  | Carol Shaw | 1980      | Estratégia                      | |
| Video Chess                            | Video Chess        | CX-2645  | Larry Wagner, Bob Whitehead                                                                                   | 1979      | Estratégia                      | |
| Video Olympics                         | Pong Sports        | CX-2621  | Joe Decuir | 1977      | Ação                            | Um dos nove jogos de lançamento do Atari 2600 |
| Video Pinball                          | Arcade Pinball     | CX-2648  | Bob Smith | 1980      | Pinball                         | |
| Warlords                               | Warlords           | CX-2610  | Carla Meninsky                                                                                                | 1981      | Ação                            | |
| Xenophobe                              | -                  | CX-26172 | | 1990      | Ação                            | Licenciado por Bally Midway |
| Yars' Revenge                          | Yars' Revenge      | CX-2655  | Howard Scott Warshaw                                                                                          | 1982      | Ação                            | |

## Jogos publicados por terceiros
À medida que a popularidade do console Atari 2600 crescia, em 1980 outros desenvolvedores de jogos, como Activision e Imagic, entraram no mercado e publicaram mais de 380 cartuchos próprios para o Atari 2600. Muito dos jogos mais populares do Atari 2600, como Pitfall! e Demon Attack, são jogos de terceiros.
| Título                                                                                  | Desenvolvedor (Designer)                     | Publicadora                         | Ano              | Gênero                       | Notas |
| --------------------------------------------------------------------------------------- | -------------------------------------------- | ----------------------------------- | ---------------- | ---------------------------- | --- |
| Acid Drop                                                                               | Dennis Kiss                                  | Salu Ltd                            | 1992             | Estratégia                   | Somente PAL; jogo puzzle; último jogo lançado. Atari 2600 parou de ser fabricado |
| The Activision Decathlon                                                                | Activision (David Crane)                     | Activision                          | 1983             | Esportes                     | |
| Adventures of Tron                                                                      | APH Technological Consulting                 | M-Network                           | 1982             | Ação                         | |
| Airlock                                                                                 | Data Age                                     | Data Age                            | 1982             | Ação                         | |
| Air Raid                                                                                | MenAVision                                   | MenAVision                          | 1982             | Ação                         | Apenas doze cópias conhecidas existem[carece de fontes?] |
| Air Raiders                                                                             | APH Technological Consulting                 | M-Network                           | 1982             | Ação                         | |
| Alien                                                                                   | 20th Century Fox                             | 20th Century Fox                    | 1982             | Ação                         | |
| Alien's Return                                                                          | Gem International Corporation                | Home Vision                         | 1983             | Ação                         | Principalmente uma versão PAL. Lançado no formato NTSC como "E.T Go Home" |
| Amidar                                                                                  | Parker Brothers                              | Parker Brothers                     | 1982             | Ação                         | Licenciado por Konami |
| Armor Ambush                                                                            | APH Technological Consulting                 | M-Network                           | 1982             | Ação, Corrida / Condução     | conversão de Armor Battle, do Intellivision |
| Artillery Duel/Chuck Norris Superkicks                                                  | Xonox                                        | Xonox                               | 1983             | Estratégia                   | cartucho-duplo |
| Artillery Duel/Ghost Manor                                                              | Xonox                                        | Xonox                               | 1983             | Estratégia                   | cartucho-duplo |
| Artillery Duel/Spike's Peak                                                             | Xonox                                        | Xonox                               | 1983             | Estratégia                   | cartucho-duplo |
| Artillery Duel                                                                          | Action Graphics                              | Xonox                               | 1983             | Estratégia                   | |
| Assault                                                                                 | Bomb                                         | Bomb                                | 1983             | Ação                         | |
| Astroblast                                                                              | APH Technological Consulting                 | M-Network                           | 1982             | Ação                         | conversão de Astrosmash, do Intellivision |
| Atlantis                                                                                | Imagic                                       | Imagic                              | 1982             | Ação                         | |
| Atlantis II                                                                             | Imagic                                       | Imagic                              | 1982             | Ação                         | |
| Bachelor Party                                                                          | Mystique                                     | PlayAround                          | 1982             | Ação                         | |
| Bachelorette Party                                                                      | Mystique                                     | PlayAround                          | 1982             | Ação                         | Lançado com "Burning Desire" |
| Bank Heist                                                                              | 20th Century Fox                             | 20th Century Fox                    | 1983             | Ação, Corrida / Condução     | |
| Barnstorming                                                                            | Activision                                   | Activision                          | 1982             | Ação                         | |
| Base Attack                                                                             | Home Vision                                  | Home Vision                         | 1983?            | Atirador                     | Versão original de Z-Tack |
| Beamrider                                                                               | Cheshire Engineering                         | Activision                          | 1983             | Ação                         | |
| Beany Bopper                                                                            | Sirius Software                              | 20th Century Fox                    | 1982             | Ação                         | |
| Beat Em and Eat Em                                                                      | Mystique                                     | PlayAround                          | 1983             | Ação                         | |
| Berenstain Bears                                                                        | Coleco                                       | Coleco                              | 1983             | Educacional                  | Módulo Kid Vid Voice necessário para funcionar |
| Bermuda                                                                                 | Suntek?                                      | Suntek/Quelle/Rainbow Vision/Hertie | 1983             | Atirador                     | Hack de River Raid |
| Bermuda Triangle                                                                        | Data Age                                     | Data Age                            | 1982             | Ação                         | |
| Birthday Mania                                                                          | Tokar, Robert Anthony                        | Personal Games Company              | 1984             | Ação                         | |
| Blue Print                                                                              | CBS Electronics                              | CBS Electronics                     | 1983             | Ação                         | Licenciado por Bally Midway |
| BMX Airmaster                                                                           | Sculptured Software                          | TNT Games                           | 1989             | Ação, Esportes               | |
| Bobby Is Going Home                                                                     | Bit Corporation                              | CCE                                 | 1983             |                              | |
| Boing!                                                                                  | First Star Software                          | First Star Software                 | 1983             | Ação                         | |
| Boxing                                                                                  | Activision (Bob Whitehead)                   | Activision                          | 1980             | Esportes                     | |
| Bridge                                                                                  | Activision (Larry Kaplan)                    | Activision                          | 1981             | Estratégia                   | |
| Buck Rogers: Planet of Zoom                                                             | Sega                                         | Sega                                | 1983             | Ação                         | |
| Bugs                                                                                    | Data Age                                     | Data Age                            | 1982             | Ação                         | |
| Bumper Bash                                                                             | Spectravision                                | Spectravision                       | 1983             | Ação                         | |
| Bump 'n' Jump                                                                           | Mattel Electronics                           | M-Network                           | 1983             | Ação, Corrida / Condução     | Licenciado por Data East USA |
| BurgerTime                                                                              | Mattel Electronics                           | M-Network                           | 1982             | Ação                         | Licenciado por Data East USA |
| Burning Desire                                                                          |                                              | PlayAround                          | 1983             |                              | Lançado com "Bachelorette Party" |
| Busy Police                                                                             |                                              | Zellers                             | 1983             |                              | reprodução não licenciada de Keystone Kapers |
| Cakewalk                                                                                | CommaVid                                     | CommaVid                            | 1983             | Ação                         | |
| California Games                                                                        | Epyx                                         | Epyx                                | 1987             | Esportes                     | |
| Carnival                                                                                | Woodside Design Associates                   | Coleco                              | 1982             | Ação                         | |
| Cathouse Blues                                                                          |                                              | PlayAround                          | 1982             |                              | |
| Challenge                                                                               |                                              | Funvision                           |                  |                              | Lançado no formato NTSC pela Zellers |
| Challenge of Nexar                                                                      | Sirius Software                              | Spectravision                       | 1982             | Ação                         | |
| Chase the Chuck Wagon                                                                   | TMQ Software                                 | Spectravision                       | 1983             | Ação                         | |
| Checkers                                                                                | Activision (Alan Miller)                     | Activision                          | 1981             | Estratégia                   | |
| China Syndrome                                                                          | Spectravision                                | Spectravision                       | 1983             | Ação                         | |
| Chopper Command                                                                         | Activision (Bob Whitehead)                   | Activision                          | 1982             | Ação                         | |
| Chuck Norris Superkicks/Ghost Manor                                                     | Xonox                                        | Xonox                               | 1983             | Ação                         | cartucho-duplo |
| Chuck Norris Superkicks/Spike's Peak                                                    | Xonox                                        | Xonox                               | 1983             | Ação                         | cartucho-duplo |
| Chuck Norris Superkicks                                                                 | Xonox                                        | Xonox                               | 1983             | Ação                         | |
| Coconuts                                                                                | Telesys                                      | Telesys                             | 1982             | Ação                         | |
| Color Bar Generator                                                                     | Videosoft                                    | Videosoft                           | Dezembro de 1983 |                              | |
| Commando                                                                                | Imagineering                                 | Activision                          | 1988             | Ação                         | Licenciado por Data East USA |
| Commando Raid                                                                           | James Wickstead Design Associates            | US Games                            | 1982             | Ação                         | |
| Communist Mutants from Space (cassete)                                                  | Starpath                                     | Starpath                            | 1982             | Ação                         | |
| Condor Attack                                                                           |                                              | Ultravision                         | 1983             |                              | |
| Confrontation                                                                           | Answer Software                              | Answer Software                     | 1983             | Estratégia                   | Disponível originalmente diretamente no Answer Software por um curto período de tempo. |
| Congo Bongo                                                                             | Sega                                         | Sega                                | 1983             | Ação                         | |
| Cosmic Ark                                                                              | Imagic (Rob Fulop)                           | Imagic                              | 1982             | Ação                         | |
| Cosmic Commuter                                                                         | Activision                                   | Activision                          | 1984             | Ação                         | |
| Cosmic Corridor                                                                         |                                              | Zimag                               | 1983             |                              | Lançamento pelo NTSC do "Space Tunnel" da Bit Corporation |
| Cosmic Creeps                                                                           | Telesys                                      | Telesys                             | 1982             | Ação                         | |
| Cosmic Free Fire                                                                        |                                              | Action Hi-Tech                      |                  |                              | Formato PAL |
| Cosmic Swarm                                                                            | CommaVid                                     | CommaVid                            | 1982             | Ação                         | |
| Crab Control                                                                            |                                              | Action Hi-Tech                      |                  |                              | Formato PAL |
| Crackpots                                                                               | Activision                                   | Activision                          | 1983             | Ação                         | |
| Crash Dive                                                                              | 20th Century Fox                             | 20th Century Fox                    | 1983             | Ação                         | |
| Creature Strike                                                                         |                                              | Home Entertainment Suppliers        | 1992             | Atirador                     | Lançado como parte de um "2 PAK SPECIAL" |
| Cross Force                                                                             | Spectravision                                | Spectravision                       | 1983             | Ação                         | |
| Cruise Missile                                                                          |                                              | Froggo                              | 1987             |                              | Mesmo jogo que "Exocet" |
| Crypts of Chaos                                                                         | 20th Century Fox                             | 20th Century Fox                    | 1982             | Aventura, Role-Playing (RPG) | |
| Cubicolor                                                                               | Rob Fulop                                    |                                     | 1982             | Estratégia                   | |
| Custer's Revenge                                                                        | Mystique                                     | Mystique                            | 1982             | Adulto, Western              | |
| Dancing Plate                                                                           |                                              | Bit Corporation                     | 1982             |                              | Lançamento PAL |
| Dark Cavern                                                                             | APH Technological Consulting                 | M-Network                           | 1982             |                              | conversão de Night Stalker, do Intellivision |
| Deadly Discs                                                                            | APH Technological Consulting                 | Telegames                           | 1983             | Ação                         | reedição de Tron: Deadly Discs, da M-Network |
| Deadly Duck                                                                             | Sirius Software                              | 20th Century Fox                    | 1982             | Ação                         | |
| Death Trap                                                                              | Avalon Hill                                  | Avalon Hill                         | 1983             | Ação, Estratégia             | |
| Demolition Herby                                                                        | Telesys                                      | Telesys                             | 1983             | Ação                         | |
| Demon Attack                                                                            | Imagic (Rob Fulop)                           | Imagic                              | 1982             | Ação                         | |
| Dice Puzzle                                                                             |                                              | Panda                               | 1983             |                              | |
| Dishaster                                                                               | Zimag                                        | Zimag                               | 1983             | Ação                         | Versão NTSC do "Dancing Plate" da Bit Corporation |
| Dolphin                                                                                 | Activision                                   | Activision                          | 1983             | Ação                         | |
| Donkey Kong                                                                             | Imaginative Systems Software                 | Coleco                              | 1982             | Ação                         | Licenciado por Nintendo Co., Ltd; reeditado pela Atari em 1988 (CX-26143) |
| Donkey Kong Junior                                                                      | Woodside Design Associates                   | Coleco                              | 1983             | Ação                         | Licenciado por Nintendo Co., Ltd; reeditado pela Atari em 1988 (CX-26144) |
| Double Dragon                                                                           | Imagineering                                 | Activision                          | 1989             | Ação                         | Licenciado por Technos Japan |
| Dragon Treasure                                                                         |                                              | Zellers                             |                  |                              | reprodução não licenciada de Dragonfire |
| Dragonfire                                                                              | Imagic (Bob Smith)                           | Imagic                              | 1982             | Ação                         | |
| Dragonstomper (cassete)                                                                 | Starpath                                     | Starpath                            | 1982             | Role-Playing (RPG)           | |
| Dragster                                                                                | Activision (David Crane)                     | Activision                          | 1980             | Corrida / Condução           | |
| Dungeon Master                                                                          |                                              | Home Entertainment Suppliers        | 1992             | Ação e aventura              | Lançado como parte de um "2 Pak Special" |
| Earth Dies Screaming                                                                    | Sirius Software                              | 20th Century Fox                    | junho de 1983    | Ação                         | |
| Earth Attack                                                                            |                                              | Zellers                             |                  |                              | reprodução não licenciada de Defender |
| Eddy Langfinger, der Museumsdieb                                                        |                                              | Quelle                              | 1983             | Ação                         | Lançamento PAL |
| Eggomania                                                                               | James Wickstead Design Associates            | US Games                            | 1982             | Ação                         | |
| Eli's Ladder                                                                            | Simage                                       | Simage                              | 1982             | Educacional                  | |
| Encounter at L-5                                                                        | Data Age                                     | Data Age                            | 1982             | Ação                         | |
| Enduro                                                                                  | Activision                                   | Activision                          | 1983             | Corrida / Condução           | |
| Entombed                                                                                | Western Technologies                         | US Games                            | 1982             | Ação, Estratégia             | Pesquisadores que passaram pelo código do jogo na década de 2010 não conseguiram descobrir como o algoritmo de geração de labirinto do jogo conseguiu gerar consistentemente labirintos jogáveis. O codificador original diz que recebeu de outro programador que o escreveu enquanto estava bêbado. |
| Escape From The Mindmaster (cassete)                                                    | Starpath                                     | Starpath                            | 1982             | Aventura                     | |
| Espial                                                                                  | Orca Corporation                             | Tigervision                         | 1984             | Ação                         | |
| Exocet                                                                                  | Panda                                        | Panda                               | 1983             | Ação                         | Mesmo jogo que "Cruise Missile" lançado por Froggo |
| Exocet Missile                                                                          |                                              | John Sands                          |                  |                              | Lançamento PAL |
| Extra Terrestrials                                                                      | Herman Quast                                 | Skill Screen Games                  | 1984             | Ação                         | |
| Fantastic Voyage                                                                        | Sirius Software                              | 20th Century Fox                    | 1982             | Ação                         | |
| Farmer Dan                                                                              |                                              | Zellers                             |                  |                              | reprodução não licenciada de Gopher |
| Fast Eddie                                                                              | Sirius Software                              | 20th Century Fox                    | 1982             | Ação                         | |
| Fast Food                                                                               | Telesys                                      | Telesys                             | 1982             | Ação                         | |
| Fathom                                                                                  | Imagic (Rob Fulop)                           | Imagic                              | 1983             | Ação                         | |
| Fighter Pilot                                                                           |                                              | Activision                          |                  |                              | Lançamento PAL de "Tomcat: The F-14 Fighter Simulator" |
| Final Approach                                                                          | Apollo                                       | Apollo                              | 1982             | Simulação, Estratégia        | |
| Fireball (cassete)                                                                      | Starpath                                     | Starpath                            | 1982             | Ação                         | |
| Fire Fighter                                                                            | Imagic (Brad Stewart)                        | Imagic                              | 1982             | Ação                         | |
| Fire Fly                                                                                | Mythicon                                     | Mythicon                            | 1983             | Ação                         | |
| Fisher Price                                                                            |                                              | CCE                                 |                  |                              | Mesmo jogo que "Aquatak", "Sea Hunt" e "Scuba Diver" |
| Fishing Derby                                                                           | Activision (David Crane)                     | Activision                          | 1980             | Ação, Esportes               | |
| Flash Gordon                                                                            | Sirius Software                              | 20th Century Fox                    | 1983             | Ação                         | |
| Frankenstein's Monster                                                                  | Data Age                                     | Data Age                            | 1983             | Ação                         | |
| Freeway                                                                                 | Activision (David Crane)                     | Activision                          | 1981             | Ação                         | |
| Frogger                                                                                 | APh Technological Consulting                 | Parker Brothers                     | 1982             | Ação                         | |
| Frogs and Flies                                                                         | APh Technological Consulting                 | M-Network                           | 1982             | Ação                         | conversão de Frog Bog, do Intellivision |
| The Official Frogger (cassete)                                                          | Parker Brothers                              | Parker Brothers                     | 1983             | Ação                         | |
| Frogger II: Threeedeep!                                                                 | Parker Brothers                              | Parker Brothers                     | 1984             | Ação                         | |
| Front Line                                                                              | Individeo                                    | Coleco                              | 1984             | Ação                         | Licenciado por Taito Corporation |
| Frostbite                                                                               | Activision                                   | Activision                          | 1983             | Ação                         | |
| Gamma-Attack                                                                            | Gammation                                    | Gammation                           | 1983             | Ação                         | Somente uma cópia conhecida existente. Ela foi listada no eBay por quinhentos mil dólares, mas nunca foi vendida. |
| Gangster Alley                                                                          | Spectravision                                | Spectravision                       | 1983             | Ação                         | |
| Gas Hog                                                                                 | Spectravision                                | Spectravision                       | 1983             | Ação                         | |
| Gauntlet                                                                                | Answer Software                              | Answer Software                     | 1983             | Ação                         | |
| General Retreat                                                                         | PlayAround                                   | PlayAround                          | 1983             | Adulto, western              | Versão com troca de gênero de Custer's Revenge, que nunca apareceu nos mercados dos EUA. Somente PAL. |
| Ghostbusters                                                                            | Activision (David Crane)                     | Activision                          | 1985             | Ação                         | |
| Ghostbusters II                                                                         | Activision                                   | Salu Ltd                            | 1990/1992        | Ação                         | Somente PAL |
| Ghost Manor/Spike's Peak                                                                | Xonox                                        | Xonox                               | 1983             | Ação                         | cartucho-duplo |
| Ghost Manor                                                                             | Xonox                                        | Xonox                               | 1983             | Ação                         | |
| G.I. Joe: Cobra Strike                                                                  | Parker Brothers                              | Parker Brothers                     | 1983             | Ação                         | |
| Gigolo                                                                                  |                                              | PlayAround                          | 1982             |                              | Lançado com "Bachelor Party" |
| Glacier Patrol                                                                          | VSS                                          | Telegames                           | 1983             | Ação                         | |
| Glib                                                                                    | Qualtronic Devices                           | Selchow and Righter                 | 1983             | Estratégia                   | |
| Gopher                                                                                  | James Wickstead Design Associates            | US Games                            | 1982             | Ação                         | |
| Gorf                                                                                    | Roklan Corporation                           | CBS Electronics                     | 1982             | Ação                         | Licenciado por Bally Midway |
| Grand Prix                                                                              | Activision (David Crane)                     | Activision                          | 1982             | Corrida / Condução           | |
| Great Escape                                                                            | Bomb                                         | Bomb                                | 1983             | Ação                         | |
| Guardian                                                                                | Apollo                                       | Apollo                              | 1982             | Ação                         | |
| Gyruss                                                                                  | Roklan Corporation                           | Parker Brothers                     | 1984             | Ação                         | Licenciado por Konami |
| Halloween                                                                               | VSS                                          | Wizard Video                        | 1983             | Ação                         | |
| Harbor Escape                                                                           |                                              | Panda                               | 1983             |                              | |
| H.E.R.O.                                                                                | Activision                                   | Activision                          | 1984             | Ação                         | |
| I Want My Mommy                                                                         | Zimag                                        | Zimag                               | 1983             | Ação                         | Versão NTSC do "Open Sesame" da Bit Corporation |
| Ice Hockey                                                                              | Activision (Alan Miller)                     | Activision                          | 1981             | Ação, Esportes               | |
| Inca Gold                                                                               |                                              | Zellers                             |                  |                              | Lançamento NTSC de "Inca Gold" da Funvision |
| Infiltrate                                                                              | Apollo                                       | Apollo                              | 1982             | Ação, Estratégia             | |
| International Soccer                                                                    | APH Technological Consulting                 | M-Network                           | 1982             | Esportes                     | |
| James Bond 007                                                                          | On Time Software                             | Parker Brothers                     | 1983             | Ação                         | |
| Jawbreaker                                                                              | On-Line Systems                              | Tigervision                         | 1982             | Ação                         | |
| Journey Escape                                                                          | Data Age                                     | Data Age                            | 1982             | Ação                         | |
| Jungle Fever                                                                            | PlayAround                                   | PlayAround                          | 1982             | Ação                         | Lançado com "Knight on the Town" |
| Kaboom!                                                                                 | Activision (Larry Kaplan, David Crane)       | Activision                          | 1981             | Ação                         | |
| Karate                                                                                  | Ultravision                                  | Ultravision                         | 1982             | Ação                         | |
| Keystone Kapers                                                                         | Activision                                   | Activision                          | 1983             | Ação                         | |
| Killer Satellites (cassete)                                                             | Starpath                                     | Starpath                            | 1982             | Ação                         | |
| King Kong                                                                               | Software Electronics                         | Tigervision                         | 1982             | Ação                         | |
| Knight on the Town                                                                      |                                              | PlayAround                          | 1982             |                              | Lançado com "Jungle Fever" |
| Kool-Aid Man                                                                            | Mattel Electronics                           | M-Network                           | 1983             | Ação                         | |
| Kung-Fu Master                                                                          | Imagineering                                 | Activision                          | 1987             | Ação                         | Licenciado por Data East USA |
| Lady in Wading                                                                          |                                              | PlayAround                          | 1982             |                              | Lançado com "Beat 'Em & Eat 'Em" |
| Laser Blast                                                                             | Activision (David Crane)                     | Activision                          | 1981             | Ação                         | |
| Laser Gates                                                                             | Imagic, VentureVision                        | Imagic                              | 1983             | Ação                         | |
| Laser Volley                                                                            |                                              | Zellers                             | 1983             |                              | reprodução não licenciada de Laser Gates |
| Lochjaw                                                                                 | Apollo                                       | Apollo                              | 1982             | Ação                         | Mais tarde lançado pela Apollo como "Shark Attack" |
| Lock 'n' Chase                                                                          | APH Technological Consulting                 | [M-Network]                         | 1982             | Ação                         | Licenciado por Data East USA. |
| London Blitz                                                                            | Avalon Hill                                  | Avalon Hill                         | 1983             | Estratégia                   | |
| Lost Luggage                                                                            | Apollo                                       | Apollo                              | 1982             | Ação                         | |
| M.A.D.                                                                                  | Western Technologies                         | US Games                            | 1982             | Ação                         | |
| MagiCard                                                                                | CommaVid                                     | CommaVid                            | 1981             |                              | |
| Malagai                                                                                 |                                              | Answer Software                     | 1983             | Ação                         | |
| Mangia                                                                                  | Spectravision                                | Spectravision                       | 1983             | Ação                         | |
| Marauder                                                                                | On-Line Systems                              | Tigervision                         | 1982             |                              | |
| Marine Wars                                                                             | Digivision                                   | Konami                              | 1983             | Ação                         | Versão PAL lançada pela Gakken. |
| M*A*S*H                                                                                 | 20th Century Fox                             | 20th Century Fox                    | 1982             | Ação                         | |
| Master Builder                                                                          | Spectravision                                | Spectravision                       | 1983             | Ação                         | |
| Masters of the Universe: The Power of He-Man                                            | Mattel Electronics                           | M-Network                           | 1983             | Ação                         | |
| MegaBoy                                                                                 |                                              | Dynacom                             | 1990             | Educacional                  | O cartucho, o único jogo conhecido em 64k do Atari 2600, veio com um console portátil brasileiro também chamado Megaboy. |
| Mega Force                                                                              | 20th Century Fox                             | 20th Century Fox                    | 1982             | Ação                         | |
| Megamania                                                                               | Activision                                   | Activision                          | 1982             | Ação                         | |
| Miner 2049er                                                                            | Big Five Software                            | Tigervision                         | 1983             | Ação                         | |
| Miner 2049er II                                                                         | Big Five Software                            | Tigervision                         | 1982             | Ação                         | |
| Mines of Minos                                                                          | CommaVid                                     | CommaVid                            | 1983             | Ação                         | |
| Missile Control                                                                         |                                              | Video Gems                          | 1983             | Ação                         | Formato PAL |
| Mission 3000 A.D.                                                                       | Bit Corporation                              | Bit Corporation                     | 1983             | Ação                         | |
| Mission Survive                                                                         |                                              | Video Gems                          | 1983             |                              | Formato PAL |
| Mogul Maniac                                                                            | Video Soft                                   | Amiga                               | 1983             | Ação, Simulação, Esportes    | |
| Montezuma's Revenge: Starring Panama Joe                                                | James Wickstead Design Associates            | Parker Brothers                     | 1984             | Ação                         | |
| Moonsweeper                                                                             | Imagic (Bob Smith)                           | Imagic                              | 1983             | Ação                         | |
| Motocross                                                                               |                                              | Quelle                              | 1983             | Corrida / Condução, Esportes | |
| Motocross Racer                                                                         | Xonox                                        | Xonox                               | 1984             | Corrida / Condução           | |
| Mountain King                                                                           | VSS                                          | CBS Electronics                     | 1983             | Ação                         | |
| Mouse Trap                                                                              | James Wickstead Design Associates            | Coleco                              | 1982             | Ação                         | Licenciado por Exidy; Reeditado pela Atari em 1988 (CX-26146) |
| Mr. Do!                                                                                 | Individeo                                    | Coleco                              | 1983             | Ação                         | Licenciado por Universal Co., Ltd. |
| Mr. Do's Castle                                                                         | Parker Brothers                              | Parker Brothers                     | 1984             | Ação                         | Licenciado por Universal Co., Ltd. |
| Mr. Postman                                                                             |                                              | Bit Corporation                     | 1983             |                              | |
| The Music Machine                                                                       | Christian Software Development               | Sparrow, HomeComputer Software      | 1983             | Ação, Educacional            | |
| My Golf                                                                                 | Imagineering                                 | HES                                 | 1990             |                              | Somente PAL |
| Name This Game                                                                          | James Wickstead Design Associates            | US Games                            | 1982             | Ação                         | |
| Nightmare                                                                               |                                              | Sancho / Tang's Electronic Co.      | 1983             | Ação                         | Panda released this game as "Stunt Man" |
| Night Stalker                                                                           | M-Network                                    | Telegames                           | 1989             | Ação                         | Lançamento PAL de "Dark Cavern" |
| No Escape!                                                                              | Imagic                                       | Imagic                              | 1983             | Ação                         | |
| Nuts                                                                                    |                                              | Technovision                        | 1983             |                              | Somente PAL |
| Ocean City Defender                                                                     |                                              | Zellers                             |                  |                              | reprodução não licenciada de Atlantis |
| Off Your Rocker                                                                         | Amiga                                        | Amiga                               | 1983             | Ação                         | |
| Oink!                                                                                   | Activision (Mike Lorenzen)                   | Activision                          | 1983             | Ação                         | |
| Omega Race                                                                              | CBS Electronics                              | CBS Electronics                     | 1983             | Ação                         | Licenciado por Bally Midway |
| Open Sesame                                                                             | Bit Corporation                              | Bit Corporation                     | 1983             | Ação                         | Lançamento PAL |
| Out of Control                                                                          | Avalon Hill                                  | Avalon Hill                         | 1983             | Ação, Corrida / Condução     | |
| Pac-Kong                                                                                |                                              | Funvision                           | 1983             | Ação                         | Um lançamento PAL posterior de "Inca Gold" da Funvision |
| Panda Chase                                                                             |                                              | Home Vision                         |                  |                              | Somente PAL |
| Parachute                                                                               | Gem International Corporation                | Home Vision                         | 1983             | Ação                         | Somente PAL |
| Paris Attack                                                                            | unknown                                      | Starsoft                            | unknown          | Ação / Atirador              | Somente PAL |
| Party Mix (cassete)                                                                     | Starpath                                     | Starpath                            | 1983             | Ação, Corrida / Condução     | |
| Pete Rose Baseball                                                                      | Imagineering                                 | Absolute Entertainment              | 1988             | Esportes                     | |
| Phantom Tank                                                                            |                                              | Bit Corporation                     |                  |                              | Lançamento PAL |
| Phantom-Panzer                                                                          |                                              | Quelle                              | 1983             | Ação                         | Lançamento PAL de Quelle do "Phantom Tank" da Bit Corporation |
| Phaser Patrol (cassete)                                                                 | Starpath                                     | Starpath                            | 1982             | Ação                         | |
| Philly Flasher                                                                          | Mystique, PlayAround                         | Mystique                            | 1982             | Ação                         | Lançado com "Cathouse Blues" |
| Pick 'n Pile                                                                            | Ubisoft                                      | Salu Ltd                            | 1990             | Estratégia                   | Somente PAL |
| Picnic                                                                                  | Western Technologies                         | US Games                            | 1983             | Ação                         | |
| Piece o' Cake                                                                           | Western Technologies                         | US Games                            | 1983             | Ação                         | |
| Pinball                                                                                 |                                              | Zellers                             |                  | Pinball                      | reprodução não licenciada de Video Pinball |
| Piraten-Schiff                                                                          |                                              | Spectravision                       |                  |                              | Lançamento PAL de "Gas Hog" |
| Pitfall!                                                                                | Activision (David Crane)                     | Activision                          | 1982             | Ação                         | |
| Pitfall II: Lost Caverns                                                                | Activision (David Crane)                     | Activision                          | 1984             | Ação                         | |
| Planet Patrol                                                                           | Spectravision                                | Spectravision                       | 1983             | Ação                         | |
| Planeten Patrouile                                                                      |                                              | Spectravision                       |                  |                              | Lançamento PAL de "Planet Patrol" |
| Plaque Attack                                                                           | Activision                                   | Activision                          | 1983             | Ação                         | |
| Polaris                                                                                 | Tigervision                                  | Tigervision                         | 1982             | Ação                         | Licenciado por Taito Corporation |
| Pooyan                                                                                  | Konami                                       | Konami                              | 1983             | Ação                         | Versão PAL lançada pela Gakken. |
| Popeye                                                                                  | Parker Brothers                              | Parker Brothers                     | 1983             | Ação                         | Licenciado por Nintendo |
| Porky's                                                                                 | Dunhill Electronic Media, Lazer Microsystems | 20th Century Fox                    | 1983             | Aventura                     | |
| Pressure Cooker                                                                         | Activision                                   | Activision                          | 1983             | Ação                         | |
| Private Eye                                                                             | Activision (Bob Whitehead)                   | Activision                          | 1983             | Ação                         | |
| Pyramid War                                                                             |                                              | S.S.                                |                  |                              | Lançamento PAL |
| Q*bert                                                                                  | James Wickstead Design Associates            | Parker Brothers                     | 1983             | Ação                         | Reeditado pela Atari em 1988 (CX-26150) |
| Q*bert's Qubes                                                                          | Mylstar Electronics                          | Parker Brothers                     | 1984             | Ação                         | |
| Quest for Quintana Roo                                                                  | VSS                                          | Sunrise                             | 1983             | Ação, Aventura               | |
| Quick Step                                                                              | Imagic                                       | Imagic                              | 1983             | Ação                         | |
| Rabbit Transit (cassete)                                                                | Starpath                                     | Starpath                            | 1983             | Ação                         | |
| Racquetball                                                                             | Apollo                                       | Apollo                              | 1981             | Ação, Esportes               | |
| Radar                                                                                   |                                              | Zellers                             |                  |                              | reprodução não licenciada de Cruise Missile |
| Raft Rider                                                                              | Western Technologies                         | US Games                            | 1983             | Ação                         | |
| Ram It                                                                                  | Telesys                                      | Telesys                             | 1983             | Ação                         | |
| Rampage                                                                                 | Bob Polaro                                   | Activision                          | 1989             | Ação                         | Licenciado por Bally Midway. |
| Reactor                                                                                 | D. Gottlieb & Co.                            | Parker Brothers                     | 1982             | Ação                         | |
| Red Sea Crossing                                                                        | Steve Schustack                              | Inspirational Video Concepts        | 1983             |                              | Disponível apenas por correspondência em uma revista. Aparentemente, cem cópias foram produzidas, mas apenas dois foram encontradas. |
| Rescue Terra 1                                                                          | VentureVision                                | VentureVision                       | 1982             | Ação                         | |
| Revenge of the Beefsteak Tomatoes                                                       | 20th Century Fox                             | 20th Century Fox                    | 1983             | Ação                         | |
| Riddle of the Sphinx                                                                    | Imagic (Bob Smith)                           | Imagic                              | 1982             | Ação, Aventura               | |
| River Patrol                                                                            | Orca Corporation                             | Tigervision                         | 1984             | Ação                         | |
| River Raid                                                                              | Activision (Carol Shaw)                      | Activision                          | 1982             | Ação                         | |
| River Raid II                                                                           | Imagineering                                 | Activision                          | 1988             | Ação                         | |
| Robin Hood/Sir Lancelot - The Joust                                                     | Computer Magic, Ltd.                         | Xonox                               | 1983             | Ação                         | cartucho-duplo |
| Robin Hood                                                                              | Xonox                                        | Xonox                               | 1983             | Ação                         | |
| Robot Commando Raid                                                                     |                                              | VidTec                              |                  |                              | |
| Robot Tank                                                                              | Activision (Alan Miller)                     | Activision                          | 1983             | Ação                         | |
| Roc 'N Rope                                                                             | Coleco                                       | Coleco                              | 1984             | Ação                         | Licenciado por Konami |
| Room of Doom                                                                            | CommaVid                                     | CommaVid                            | 1982             | Ação                         | |
| Save Our Ship                                                                           |                                              | Technovision                        |                  |                              | Lançamento PAL |
| Scuba Diver                                                                             |                                              | Panda                               | 1984             |                              | |
| Sea Hawk                                                                                | Froggo                                       | Froggo                              | 1988             | Ação                         | |
| Seahawk                                                                                 |                                              | Sancho (Tang´s Electronic Co.)      | 1982             | Ação                         | |
| Seamonster                                                                              |                                              | Puzzy / Bit Corporation             | 1982             | Ação                         | |
| Seaquest                                                                                | Activision                                   | Activision                          | 1983             | Ação                         | |
| Sea Hunt                                                                                | Froggo                                       | Froggo                              | 1987             | Ação                         | Lançamento do Scuba Diver da Panda pela Froggo |
| Shark Attack                                                                            |                                              | Apollo                              | 1982             |                              | Um relançamento de "Lochjaw", que tem diferenças sutis |
| Shootin' Gallery                                                                        | Imagic                                       | Imagic                              | 1983             | Ação                         | |
| Shuttle Orbiter                                                                         | Avalon Hill                                  | Avalon Hill                         | 1983             | Ação, Simulação              | |
| Sir Lancelot                                                                            | Xonox                                        | Xonox                               | 1983             | Ação                         | |
| Skate Boardin': A Radical Adventure                                                     | Imagineering                                 | Absolute Entertainment              | 1987             | Ação, Esportes               | |
| Skeet Shoot                                                                             | Apollo                                       | Apollo                              | 1981             | Ação                         | |
| Skiing                                                                                  | Activision (Bob Whitehead)                   | Activision                          | 1980             | Esportes                     | |
| Sky Jinks                                                                               | Activision (Bob Whitehead)                   | Activision                          | 1982             | Corrida / Condução           | |
| Sky Skipper                                                                             | Parker Brothers                              | Parker Brothers                     | 1983             | Ação                         | |
| Smurf: Rescue in Gargamel's Castle                                                      | James Wickstead Design Associates            | Coleco                              | 1982             | Ação                         | |
| Snail Against Squirrel                                                                  |                                              | Bit Corporation                     | 1983             | Ação                         | Lançamento PAL. Lançado no formato NTSC como Squirrel |
| Sneak 'N Peek                                                                           | James Wickstead Design Associates            | US Games                            | 1982             | Simulação                    | |
| Solar Fox                                                                               | CBS Electronics                              | CBS Electronics                     | 1983             | Ação                         | Licenciado por Bally Midway |
| Solar Storm                                                                             | Imagic                                       | Imagic                              | 1983             | Ação                         | |
| Sorcerer                                                                                | Mythicon                                     | Mythicon                            | 1983             | Ação                         | |
| Space Adventure                                                                         |                                              | Zellers                             |                  |                              | Lançamento de "Flash Gordon", da 20th Century Fox |
| Space Attack                                                                            | APH Technological Consulting                 | M-Network                           | 1982             | Ação                         | |
| Space Canyon                                                                            | Apollo                                       | Panda                               | 1983             | Ação                         | Lançamento de "Space Cavern" de Apollo |
| Space Cavern                                                                            | Apollo                                       | Apollo                              | 1982             | Ação                         | |
| Spacechase                                                                              | Apollo                                       | Apollo                              | 1981             | Ação                         | |
| Space Grid                                                                              |                                              | Action Hi-Tech                      |                  |                              | Formato PAL |
| Space Jockey                                                                            | James Wickstead Design Associates            | US Games                            | 1982             | Ação                         | |
| Spacemaster X-7                                                                         | Sirius Software                              | 20th Century Fox                    | 1983             | Ação, Estratégia             | |
| Space Shuttle: A Journey into Space                                                     | Woodside Design Associates                   | Activision                          | 1983             | Simulação                    | |
| Spiderdroid                                                                             | Froggo                                       | Froggo                              | 1987             | Ação                         | Froggo lança "Amidar", da Parker Brothers |
| Spider Fighter                                                                          | Activision                                   | Activision                          | 1982             | Ação                         | |
| Spider-Man                                                                              | Parker Brothers                              | Parker Brothers                     | 1982             | Ação                         | |
| Spider Maze                                                                             |                                              | K-Tel Vision                        |                  |                              | Lançamento NTSC de "Inca Gold", da Funvision |
| Spike's Peak                                                                            | Xonox                                        | Xonox                               | 1983             | Ação                         | |
| Spitfire Attack                                                                         | Milton Bradley                               | Milton Bradley                      | 1983             | Ação                         | |
| Springer                                                                                | Orca Corporation                             | Tigervision                         | 1983             | Ação                         | |
| Spy Hunter                                                                              | Sega                                         | Sega                                | 1984             | Ação, Corrida / Condução     | Licenciado por Bally Midway |
| Squeeze Box                                                                             | James Wickstead Design Associates            | US Games                            | 1982             | Ação                         | |
| Sssnake                                                                                 | Data Age                                     | Data Age                            | 1982             | Ação                         | |
| Stampede                                                                                | Activision (Bob Whitehead)                   | Activision                          | 1981             | Ação                         | |
| Star Fox                                                                                | Mythicon                                     | Mythicon                            | 1983             | Ação                         | |
| Stargunner                                                                              | Telesys                                      | Telesys                             | 1982             | Ação                         | |
| Starmaster                                                                              | Activision (Alan Miller)                     | Activision                          | 1982             | Ação                         | |
| Star Strike                                                                             | Mattel Electronics                           | M-Network                           | 1982             | Ação                         | conversão de Star Strike, do Intellivision |
| Star Trek: Strategic Operations Simulator                                               | Sega                                         | Sega                                | 1983             | Ação                         | |
| Star Voyager                                                                            | Imagic (Bob Smith)                           | Imagic                              | 1982             | Ação                         | |
| Star Wars: The Arcade Game                                                              | James Wickstead Design Associates            | Parker Brothers                     | 1984             | Ação                         | |
| Star Wars: Jedi Arena                                                                   | Parker Brothers                              | Parker Brothers                     | 1983             | Ação                         | |
| Star Wars Return of the Jedi: Death Star Battle                                         | Parker Brothers                              | Parker Brothers                     | 1983             | Ação                         | |
| Star Wars: The Empire Strikes Back                                                      | Parker Brothers                              | Parker Brothers                     | 1982             | Ação                         | |
| Steeplechase                                                                            |                                              | Video Gems                          | 1983             | Ação, esportes               | PAL |
| Strategy X                                                                              | Konami                                       | Konami                              | 1983             | Ação                         | Versão PAL lançada pela Gakken. |
| Strawberry Shortcake: Musical Match-ups                                                 | Parker Brothers                              | Parker Brothers                     | 1983             | Estratégia                   | |
| Stronghold                                                                              | CommaVid                                     | CommaVid                            | 1983             | Ação                         | |
| Stunt Man                                                                               |                                              | Panda                               | 1983             | Ação                         | Lançamento NTSC de "Nightmare" de Sancho |
| Sub-Scan                                                                                | Sega                                         | Sega                                | 1983             | Estratégia                   | Lançamento da Sega do seu jogo arcade "Deep Scan" |
| Subterranea                                                                             | Imagic                                       | Imagic                              | 1983             | Ação                         | |
| Suicide Mission (cassete)                                                               | Starpath                                     | Starpath                            | 1982             | Ação                         | |
| Summer Games                                                                            | Epyx                                         | Epyx                                | 1987             | Ação, Esportes               | |
| Super Baumeister                                                                        |                                              | Spectravision                       |                  |                              | Lançamento PAL de "Master Builder" |
| Super Challenge Baseball                                                                | APH Technological Consulting                 | M-Network                           | 1982             | Esportes                     | Reeditado pela Telegames em 1988 |
| Super Challenge Football                                                                | APH Technological Consulting                 | M-Network                           | 1982             | Esportes                     | Reeditado pela Telegames em 1988 |
| Super Cobra                                                                             | Roklan Corporation                           | Parker Brothers                     | 1983             | Ação                         | Licenciado por Konami |
| Surfer's Paradise: But Danger Below!                                                    |                                              | Video Gems                          | 1983             | Ação, Esportes               | Formato PAL |
| Survival Island (cassete)                                                               | Starpath                                     | Starpath                            | 1983             | Aventura                     | |
| Survival Run                                                                            | Renaissance Technology                       | Milton Bradley                      | 1983             | Ação                         | |
| Sword of Saros (cassete)                                                                | Starpath                                     | Starpath                            | 1983             | Aventura, RPG                | |
| Tac-Scan                                                                                | Sega                                         | Sega                                | 1983             | Ação                         | |
| Tank Brigade                                                                            |                                              | Panda                               | 1983             |                              | Lançamento NTSC de "Phantom Tank" da Bit Corporation |
| Tank City                                                                               |                                              | Action Hi-Tech                      |                  |                              | Lançamento PAL do "Thunderground" da SEGA |
| Tanks But No Tanks                                                                      |                                              | Zimag                               | 1983             |                              | Versão NTSC de "Phantom Tank" da Bit Corporation |
| Tapeworm                                                                                | Spectravision                                | Spectravision                       | 1982             | Ação                         | |
| Tapper                                                                                  | Beck-Tech                                    | Sega                                | 1984             | Ação                         | |
| Task Force                                                                              |                                              | Froggo                              | 1988             |                              | Lançamento de "Gangster Alley" da Spectravision |
| Tax Avoiders                                                                            | Dunhill Electronics                          | American Videogame                  | 1982             | Ação                         | |
| Tennis                                                                                  | Activision (Alan Miller)                     | Activision                          | 1981             | Esportes                     | |
| The Smurfs Save the Day                                                                 |                                              | Coleco                              | Novembro de 1983 | ação                         | módulo Kid Vid Voice requerido para funcionar |
| The Texas Chainsaw Massacre                                                             | VSS                                          | Wizard Video                        | 1983             | Ação                         | |
| Threshold                                                                               | On-Line Systems                              | Tigervision                         | 1983             | Ação                         | |
| Thunderground                                                                           | Sega                                         | Sega                                | 1983             | Ação                         | |
| Time Pilot                                                                              | Coleco                                       | Coleco                              | 1983             | Ação                         | Licenciado por Konami |
| Time Warp                                                                               |                                              | Zellers                             |                  |                              | Lançamento NTSC de "Time Warp" da Funvision |
| Title Match Pro Wrestling                                                               | Imagineering                                 | Absolute Entertainment              | 1987             | Esportes                     | |
| Tomarc The Barbarian                                                                    | Xonox                                        | Xonox                               | 1983             | Ação                         | |
| Tomcat: The F-14 Fighter Simulator AKA Dan Kitchen's Tomcat: The F-14 Fighter Simulator | Imagineering (Dan Kitchen)                   | Absolute Entertainment              | 1988             | Ação, Simulação              | |
| Tooth Protectors                                                                        | DSD                                          | Camelot                             | 1983             | Ação                         | Só estava disponível por correspondência de Johnson & Johnson |
| Towering Inferno                                                                        | Western Technologies                         | US Games                            | 1982             | Ação                         | |
| Treasure Below                                                                          |                                              | Video Gems                          |                  |                              | Formato PAL |
| Trick Shot                                                                              | Imagic                                       | Imagic                              | 1983             | Esportes                     | |
| Tron: Deadly Discs                                                                      | APH Technological Consulting                 | M-Network                           | 1982             | Ação                         | Conversão de Tron Deadly Discs, do Intellivision |
| Tunnel Runner                                                                           | CBS Electronics                              | CBS Electronics                     | 1983             | Ação                         | |
| Turmoil                                                                                 | Sirius Software                              | 20th Century Fox                    | 1982             | Ação                         | |
| Tutankham                                                                               | Parker Brothers                              | Parker Brothers                     | 1983             | Ação                         | Licenciado por Konami |
| Universal Chaos                                                                         |                                              | Telegames                           | 1983             | Ação                         | |
| Up'n Down                                                                               | Sega                                         | Sega                                | 1984             | Ação, Corrida / Condução     | |
| Venture                                                                                 | Coleco                                       | Coleco                              | 1982             | Ação                         | Licenciado por Exidy; reeditado pela Atari em 1988 (CX-26145) |
| Video Jogger                                                                            | Exus Corporation                             | Exus Corporation                    | 1983             | Ação                         | |
| Video Life                                                                              | CommaVid                                     | CommaVid                            | 1981             | Simulação de vida            | |
| Video Reflex                                                                            | Exus Corporation                             | Exus Corporation                    | 1983             | Ação                         | |
| Vulture Attack                                                                          |                                              | K-Tel Vision                        |                  |                              | Este é o lançamento da K-Tel Vision do programa de jogos "Condor Attack" da Ultravision |
| Wabbit                                                                                  | Apollo                                       | Apollo                              | 1982             | Ação                         | |
| Wall Ball                                                                               |                                              | Avalon Hill                         | 1983             |                              | |
| Wall-Defender                                                                           | Bomb                                         | Bomb                                | 1983             | Ação                         | |
| War Zone                                                                                |                                              | Action Hi-Tech                      |                  |                              | Lançamento PAL de "M*A*S*H" da 20th Century Fox |
| Warplock                                                                                | Data Age                                     | Data Age                            | 1982             | Ação                         | |
| Weltraumtunnel (Space Tunnel)                                                           | BitCorp                                      | BitCorp - Quelle                    | 1982             | Ação                         | Lançamento PAL - A variante Quelle é um clone do BitCorp; também conhecido por ex. como Ataque Laser, Innerspace, Laser Volley, Laser Gate, Laser Gates |
| Westward Ho                                                                             | PlayAround                                   | PlayAround                          | 1983             | Adulto, western              | A reformulação da marca PlayAround de Custer's Revenge, que nunca apareceu nos mercados dos EUA. Somente PAL. |
| Wing War                                                                                | Imagic                                       | Imagic                              | 1983             | Ação                         | Somente PAL |
| Winter Games                                                                            | Action Graphics                              | Epyx                                | 1987             | Ação, Esportes               | |
| Wizard of Wor                                                                           | Roklan Corporation                           | CBS Electronics                     | 1982             | Ação                         | Licenciado por Bally Midway |
| Word Zapper                                                                             | James Wickstead Design Associates            | US Games                            | 1982             | Ação                         | |
| Worm War I                                                                              | Sirius Software                              | 20th Century Fox                    | 1982             | Atirador                     | |
| X-man                                                                                   |                                              | Universal Gamex                     | 1983             | Ação                         | Jogo com tema adulto não relacionado ao X-Men. |
| Z-Tack                                                                                  | Bomb                                         | Bomb                                | 1983             | Ação                         | |
| Zaxxon                                                                                  | Coleco                                       | Coleco                              | 1982             | Ação                         | Licenciado por Sega |
| Zoo Fun                                                                                 |                                              | Suntek                              |                  |                              | Somente PAL |

## Jogos homebrew
O Atari 2600 tem sido uma plataforma popular para projetos de homebrew, com três jogos lançados publicamente. Ao contrário dos sistemas posteriores, o Atari 2600 não requer um modchip para executar cartuchos. Muitos jogos são clones de jogos existentes escritos como desafios de programação, geralmente emprestando o nome do original.
Em 2003, a Activision selecionou vários jogos para inclusão na versão Game Boy Advance de sua Activision Anthology, conforme indicado abaixo.
| Título                            | Desenvolvedor(es)                                                                                                   | Publicador(es)    | Ano       | Gênero                      | Notas |
| --------------------------------- | --- | ----------------- | --------- | --------------------------- | --- |
| 2005 Minigame Multicart           | Chris Walton, Fred Quimby, Bob Montgomery e Zach Matley                                                             | AtariAge          | 2005      | Ação                        | |
| 2048 2600                         | Carlos Duarte do Nascimento (chesterbr)                                                                             | autopublicado     | 2014      | Puzzle                      | Clone de 2048 |
| A-VCS-tec Challenge               | Simon Quernhorst (programador), Paul Slocum (música)                                                                | AtariAge          | 2006      | Ação                        | Clone de Aztec Challenge |
| Aardvark                          | Óscar Toledo G. e Thomas Jentzsch e Nathan Strum                                                                    | AtariAge          | 2019      | Ação                        | |
| Alfred Challenge                  | Eric Bacher | Ebivision         | 1998      | Ação                        | Jogo de plataforma e escada[carece de fontes?] |
| Allia Quest                       | Igor Barzilai | Ebivision         | 2001      | Ação                        | Shoot 'em up[carece de fontes?] |
| Alien Greed                       | Chris Read | autopublicado     | 2007      | Ação                        | |
| Alien Greed 2                     | Scott Dayton | Neo Games         | 2008      | Ação                        | |
| Alien Greed 3                     | Chris Read | Neo Games         | 2010      | Ação                        | |
| Alien Greed 4                     | Chris Read | 2600Connection    | 2012      | Ação                        | |
| Alien Holocaust                   | Fernando Rodrigues Salvio                                                                                           | Bitnamic          | 2022      | Ação-Aventura               | Jogo brasileiro, totalmente autoral, baseado no curta metragem Alien Holocaust de Marcus Garrett e o desenvolvedor como o personagem Bruce. Possui uma versão em cartucho e outra vendida com o DVD do curta. |
| Alien Holocaust 2: Invasion Earth | Fernando Rodrigues Salvio                                                                                           | Bitnamic          | 2023      | Ação/Atirador               | Sequência de Alien Holocaust. No comando das naves invasoras, o jogador pode destruir cidades por todo mundo, sendo o primeiro jogo de Atari a representar graficamente cidades no Brasil, América do Norte, Europa, Asia e Egito. Com trilha sonora de Pedro Pimenta. Possui uma versão especial com uma embalagem em formato de disco voador. |
| Astronomer                        | Alex Pietrow | Packrat           | 2018      | Simulação                   | |
| Bee-Ball                          | Ivan Machado | AtariAge          | 2007      | Ação                        | [ 13 ] |
| Bell Hopper                       | Tomas Härdin | autopublicado     | 2011      | Ação                        | Remake de Winterbells. Colocado em 5.º lugar na competição de desenvolvimento de jogos no Assembly Summer 2011. |
| Boulder Dash                      | Thomas Jentzsch e Andrew Davie                                                                                      | AtariAge          | 2011      | Ação                        | [ 14 ] |
| Chetiry                           | Chris Walton, Zach Matley, Fred Quimby                                                                              | Atari Age         |           | Puzzle                      | Clone de Tetris. |
| Climber 5                         | Dennis Debro | XYPE              | 2004      | Ação                        | Incluído na Activision Anthology. Incluído no Atari Flashback 2 como Atari Climber. |
| Conquest of Mars                  | Champ Games (John W. Champeau)                                                                                      | AtariAge          | 2006      | Ação                        | Clone do jogo da Atari Caverns of Mars |
| Draconian                         | SpiceWare (Darrell Spice, Jr.) Programação adicional de Chris Walton. Música, Fala, Efeitos Sonoros de Michael Haas | AtariAge          | 2017      | Ação                        | Clone do jogo de arcade Bosconian, Draconian inclui níveis de ambas as versões arcade (Namco e Midway), além de níveis originais |
| Dungeon                           | David Weavil | Atari Age         | 2009      | Aventura                    | |
| Dungeon II: Solstice              | David Weavil | Atari Age         | 2019      | Aventura                    | |
| Duck Attack!                      | Will Nicholes | AtariAge          | 2010      | Ação-Aventura               | Vagamente baseado em Adventure |
| Edtris 2600                       | Ed Federmeyer | Hozer Video Games | 1995      | Estratégia                  | Clone de Tetris |
| Euchre                            | Erik Eid | autopublicado     | 2002      | Estratégia                  | Incluído na Activision Anthology como Video Euchre |
| Fall Down                         | Aaron Curtis | AtariAge          | 2005      | Ação                        | [ 17 ] |
| FlapPing                          | Kirk Israel | AtariAge          | 2004      | Ação                        | [ 17 ] |
| Four-Play                         | Zach Matley | AtariAge          | 2006      | Estratégia                  | [ 17 ] |
| Galactopus!                       | Ric Pryor | AtariAge          | 2015      | Ação/Atirador               | |
| Go Fish!                          | Bob Montgomery | AtariAge          | 2005      | Ação                        | [ 17 ] |
| Gunfight                          | Manuel Rotschkar | XYPE              | 2001      | Ação                        | [ 17 ] |
| Halo 2600                         | Ed Fries | AtariAge          | 2010      | Ação                        | Baseado na série Halo da Bungie; Fries esteve envolvido na aquisição da Bungie pela Microsoft |
| Heis                              | Timothy Marsh | Self Published    | 2019      | Ação                        | |
| High Score Screen Burn Slow Burn  | BJ Best | 8bitclassics.com  | 2010      | Ação                        | |
| Hunchy II                         | Chris Walton | AtariAge          | 2005      | Ação                        | [ 17 ] |
| Jammed                            | Thomas Jentzsch | XYPE              | 2001      | Estratégia                  | [ 17 ] |
| Juno First                        | Chris Walton | AtariAge          | 2009      | Ação                        | Clone do jogo arcade homônimo.[carece de fontes?] |
| K.O. Cruiser                      | Devin Cook | AtariAge          | 2010      | Esportes                    | [ 18 ] |
| Lady Bug                          | Champ Games (John W. Champeau)                                                                                      | AtariAge          | 2006      | Ação                        | Clone do jogo arcade homônimo.[carece de fontes?] |
| Mappy                             | John W. Champeau, Mike Haas, Thomas Jentzsch                                                                        | AtariAge          | 2019      | Ação/Platform               | AtariVox Enhanced |
| Marble Craze                      | Paul Slocum | XYPE              | 2002      | Ação                        | [ 17 ] |
| Mean Santa                        | John K. Harvey | 2600 Connection   | 2009      | Ação/Estratégia             | |
| Medieval Mayhem                   | SpiceWare (Darrell Spice Jr.)                                                                                       | AtariAge          | 2006      | Ação                        | Remake de Warlords que adiciona recursos de arcade ausentes da versão inicial original. |
| Monkey King                       | Alex Pietrow |                   | 2018      | Ação                        | |
| Okie Dokie                        | Bob Colbert | Retroware         | 1996      | Estratégia                  | Incluído na Activision Anthology |
| Oystron                           | Piero Cavina | XYPE              | 1997/1998 | Ação                        | Incluído na Activision Anthology |
| Pesco                             | Eric Bacher | Ebivision         | 1999      | Ação                        | [ 17 ] |
| Pressure Gauge                    | John K. Harvey | autopublicado     | 1999      | Ação/Puzzle                 | [ 17 ] |
| Princess Rescue                   | Chris Spry | AtariAge          | 2013      | Ação                        | Clone de Super Mario Bros. |
| Qb                                | Andrew Davie | XYPE              | 2001      | Ação/Puzzle                 | |
| Juno First                        | Chris Walton | AtariAge          | 2009      | Ação                        | Clone do jogo arcade homônimo.[carece de fontes?] |
| Scramble                          | John W. Champeau (Champ Games)                                                                                      | AtariAge          | 2016      | Ação                        | Clone do jogo arcade homônimo. |
| Seawolf                           | Manuel Rotschkar | XYPE              | 2004      | Ação                        | [ 17 ] |
| Skeleton+                         | Eric Ball | AtariAge          | 2003      | Atirador em primeira pessoa | Incluído na Activision Anthology |
| Snappy                            | Sebastian Mihai | autopublicado     | 2012      | Ação                        | [ 20 ] |
| Sound X                           | Ed Federmeyer | Hozer Video Games | 1994      | Música                      | |
| Space Game                        | Karl Garrison, Maggie Vogel                                                                                         | AtariAge          | 2018      | Ação                        | AtariVox Enhanced |
| Space Rocks                       | Darrell Spice, Jr.                                                                                                  | AtariAge          | 2013      | Ação                        | AtariVox Enhanced |
| Space Treat Deluxe                | Fabrizio Zavagli | AtariAge          | 2003      | Ação                        | Incluído na Activision Anthology |
| Space Instigators                 | Christopher Tumber                                                                                                  | XYPE              | 2002      | Ação                        | [ 17 ] |
| Squish 'Em                        | Bob Montgomery | AtariAge          | 2007      | Ação                        | Clone do jogo arcade homônimo. |
| Star Fire                         | Manuel Rotschkar, Thomas Jentzsch                                                                                   | XYPE              | 2003      | Ação                        | Clone do jogo arcade homônimo. |
| Stay Frosty                       | SpiceWare (Darrell Spice Jr.)                                                                                       | AtariAge          | 2007      | Ação                        | Também incluído em 2007 AtariAge Holiday Cart: Stella's Stocking |
| Stay Frosty 2                     | SpiceWare (Darrell Spice Jr.)                                                                                       | AtariAge          | 2014      | Ação                        | |
| Stell-A-Sketch/Okie Dokie         | Bob Colbert | Retroware         | 1997      | Estratégia                  | |
| Strat-O-Gems Deluxe               | John Payson | AtariAge          | 2005      | Estratégia                  | [ 17 ] |
| Super Cobra Arcade                | Champ Games (John W. Champeau)                                                                                      | AtariAge          | 2017      | Ação                        | Clone do jogo arcade Super Cobra |
| SWOOPS!                           | Thomas Jentzsch | AtariAge          | 2005      | Ação                        | [ 17 ] |
| Synthcart                         | Paul Slocum | AtariAge          | 2002      | Música                      | |
| The Wicked Father                 | Juno (Jamie Hamshere)                                                                                               | autopublicado     | 2011      | Ação                        | |
| The Stacks                        | Mike Mika e Kevin Wilson                                                                                            | Parzavision       | 2011      | Ação                        | |
| Thrust                            | Thomas Jentzsch | XYPE              | 2000      | Ação                        | Clone do jogo de computador homônimo. Relançado com aprimoramentos em 2002, como Thrust+ DC Edition e em 2003 como Thrust+ Platinum |
| Toyshop Trouble                   | John Payson, Zach Matley, Bob Montgomery, Thomas Jentzsch, Nathan Strum                                             | AtariAge          | 2007      | Ação                        | Também lançado em 2006 como 2006 AtariAge Holiday Cart: Toyshop Trouble |
| Turbo                             | AtariAge | AtariAge          | 2010      | Corrida / Condução          | Clone do jogo arcade homônimo.[carece de fontes?] |
| Vault Assault                     | Brian Prescott | autopublicado     | 2001      | Ação                        | Incluído na Activision Anthology |
| Vong                              | Rick Skrbina | autopublicado     | 2008      | Esportes                    | [ 21 ] |
| Wall Jump Ninja                   | Walaber | AtariAge          | 2015      | Ação                        | Suporta o AtariVox |
| Warring Worms                     | Baroque Gaming (Billy Eno)                                                                                          | AtariAge          | 2002      | Ação                        | Expandido e relançado em 2005 como Warring Worms: The Worm (Re)Turns |
| Zippy the Porcupine               | Chris Spry | AtariAge          | 2015      | Ação                        | Jogo baseado em Sonic the Hedgehog |